# Canton d'Argentat-sur-Dordogne
Le canton d'Argentat-sur-Dordogne, précédemment appelé canton d'Argentat, est une circonscription électorale française située dans le département de la Corrèze, en région Nouvelle-Aquitaine.
À la suite du redécoupage cantonal de 2014, les limites territoriales du canton sont remaniées. Le nombre de communes du canton passe de 11 à 30.

## Histoire
Le canton d'Argentat est l'un des cantons de la Corrèze créés en 1790, en même temps que la plupart des autres cantons français. Il a d'abord été rattaché au district de Tulle avant de faire partie de l'arrondissement de Tulle.

### Redécoupage cantonal de 2014-2015
Un nouveau découpage territorial de la Corrèze entre en vigueur en mars 2015, défini par le décret du 24 février 2014, en application des lois du 17 mai 2013 (loi organique 2013-402 et loi 2013-403). Les conseillers départementaux sont, à compter de ces élections, élus au scrutin majoritaire binominal mixte. Les électeurs de chaque canton élisent au Conseil départemental, nouvelle appellation du Conseil général, deux membres de sexe différent, qui se présentent en binôme de candidats. Les conseillers départementaux sont élus pour 6 ans au scrutin binominal majoritaire à deux tours, l'accès au second tour nécessitant 12,5 % des inscrits au 1er tour. En outre la totalité des conseillers départementaux est renouvelée. Ce nouveau mode de scrutin nécessite un redécoupage des cantons dont le nombre est divisé par deux avec arrondi à l'unité impaire supérieure si ce nombre n'est pas entier impair, assorti de conditions de seuils minimaux. Dans la Corrèze, le nombre de cantons passe ainsi de 37 à 19. Le nombre de communes du canton d'Argentat passe de 11 à 30. Le nouveau canton est formé de communes des anciens cantons d'Argentat (10 sur 11, Ménoire étant rattachée au canton du Midi corrézien), de Mercœur (les 10) et de Saint-Privat (les 10).
Le canton change de nom à la suite du décret du 5 mars 2020.

## Géographie
Ce canton est organisé autour d'Argentat dans l'arrondissement de Tulle. Son altitude varie de 147 m (Monceaux-sur-Dordogne) à 637 m (Albussac) pour une altitude moyenne de 317 m.

## Représentation

### Conseillers d'arrondissement (de 1833 à 1940)
| Période                                  | Période      | Identité                                | Étiquette | Qualité |
| ---------------------------------------- | ------------ | --------------------------------------- | --------- | --- |
| 1833                                     | 1839         | Jean Vastroux                           |           | Maire de Saint-Chamant                                                                                      |
|                                          |              |                                         |           | |
| 1842                                     | 1848         | Martial Vachal                          |           | Notaire à Argentat                                                                                          |
|                                          |              |                                         |           | |
|                                          | 1882 (décès) | Jean Marie Casimir Artigues (1820-1882) |           | Médecin à Argentat, suppléant du juge de paix                                                               |
|                                          |              |                                         |           | |
| 1892                                     | 1940         | François Nugon (né en 1861)             | Radical   | Médecin, conseiller municipal puis adjoint au maire d'Argentat, Président du Conseil d'arrondissement       |
| 1940                                     |              |                                         |           | Les conseils d'arrondissement ont été suspendus par la loi du 12 octobre 1940 et n'ont jamais été réactivés |
| Les données manquantes sont à compléter. |              |                                         |           | |

### Conseillers généraux de 1833 à 2015
| Période | Période           | Identité                           | Étiquette   | Qualité |
| ------- | ----------------- | ---------------------------------- | ----------- | --- |
| 1833    | 1836              | Pierre-Georges de Bar              |             | Ancien officier, maire d'Argentat |
| 1836    | 1845              | Pierre Lestourgie                  |             | Médecin, maire d'Argentat |
| 1845    | 1848              | Clair Antoine Lestourgie           |             | Docteur en médecine Maire d'Argentat |
| 1848    | 1852              | Martial Vachal                     | Républicain | Notaire à Argentat, conseiller d'arrondissement |
| 1852    | 1883              | Auguste Lestourgie                 | Droite      | Juge de paix, littérateur, poète Maire d'Argentat (1858-1870 et 1871-1885) Député (1871-1876)                                                                               |
| 1883    | 1911 (décès)      | Joseph Vachal                      | Républicain | Notaire à Argentat Député (1881-1885) |
| 1911    | 1919              | Joseph Jourde                      | Rad.        | Notaire Maire d'Argentat |
| 1919    | 1925              | Philippe Vachal (fils de J.Vachal) | Républicain | Notaire à Argentat |
| 1925    | 1926 (décès)      | Jean Douvisis                      | Républicain | Instituteur puis négociant en vin Maire d'Argentat (1925-1926) |
| 1926    | 1931              | Philippe Vachal                    | Républicain | Maire d'Argentat |
| 1931    | 1937              | Joseph Faure                       | Soc.ind.    | Cultivateur Sénateur (1921-1939) |
| 1937    | 1940              | Pierre Chassagne                   | SFIO        | Négociant en vins à Argentat |
|         |                   |                                    |             | |
| 1942    | 1945              | Ernest Gibert                      |             | Maire d'Argentat Nommé conseiller départemental en 1942 |
|         |                   |                                    |             | |
| 1945    | 1949              | Émile Laygue                       | PCF         | Médecin à Argentat |
| 1949    | 1973              | Léon Peyralbe                      | Centriste   | Médecin - Maire d'Argentat |
| 1973    | 1979              | Émile Laygue                       | PCF         | Médecin à Argentat |
| 1979    | 1993 (annulation) | Pierre Celles                      | RPR         | Electricien Maire d'Argentat (1977-1989) |
| 1993    | 2011              | René Teulade                       | PS          | Principal de collège Sénateur (2008-2014) Maire d'Argentat (1989-2014) Suppléant de François Hollande (1997-2002) Ancien ministre Premier vice-président du Conseil général |
| 2011    | 2015              | François Bretin                    | PCF         | Vétérinaire Premier adjoint (2008-2014) puis Conseiller municipal d'Argentat                                                                                                |

#### Conseillers départementaux à partir de 2015
| Période élective | Période élective | Mandat | Mandat   | Identité            | Nuance | Nuance | Qualité                                                                     |
| ---------------- | ---------------- | ------ | -------- | ------------------- | ------ | ------ | --------------------------------------------------------------------------- |
| 2015             | 2021             | 2015   | 2021     | Laurence Dumas      |        | UDI    | Cadre de la fonction publique Maire de Rilhac-Xaintrie depuis 2008          |
| 2015             | 2021             | 2015   | 2021     | Jean-Claude Leygnac |        | MR     | Masseur-kinésithérapeute retraité Maire d'Argentat-sur-Dordogne (2014-2020) |
| 2021             | 2028             | 2021   | en cours | Sébastien Duchamp   |        | PS     | Chef d'entreprise Maire d'Argentat-sur-Dordogne depuis 2020                 |
| 2021             | 2028             | 2021   | en cours | Sonia Troya         |        | PS     | Fonctionnaire 1re Adjointe au maire de Saint-Privat depuis 2020             |

### Résultats détaillés

#### Élections de mars 2015
Lors des élections départementales de 2015, le binôme composé de Laurence Dumas et Jean-Claude Leygnac (Union de la Droite), est élu au premier tour avec 54,84 % des voix. Le taux de participation est de 63,76 % (6 422 votants sur 10 072 inscrits) contre 59,60 % au niveau départemental et 50,17 % au niveau national.
Jean-Claude Leygnac rejoint le MR à sa création.

#### Élections de juin 2021
Le premier tour des élections départementales de 2021 est marqué par un très faible taux de participation (33,26 % au niveau national). Dans le canton d'Argentat-sur-Dordogne, ce taux de participation est de 48,89 % (4 770 votants sur 9 756 inscrits) contre 42,13 % au niveau départemental. À l'issue de ce premier tour, deux binômes sont en ballottage : Laurence Dumas Pau-Audubert et Jean-Claude Leygnac (Union à droite, 36,11 %) et Sébastien Duchamp et Sonia Troya (PS, 32,37 %).
Le second tour des élections est marqué une nouvelle fois par une abstention massive équivalente au premier tour. Les taux de participation sont de 34,3 % au niveau national, 43,69 % dans le département et 51,98 % dans le canton d'Argentat-sur-Dordogne. Sébastien Duchamp et Sonia Troya (PS) sont élus avec 50,34 % des suffrages exprimés (2 342 voix pour 5 072 votants et 9 758 inscrits),,.

## Composition

### Composition avant 2015

Situation du canton d'Argentat dans l'arrondissement de Tulle en 2014.

Le canton d'Argentat regroupait onze communes.
| Nom                      | Code Insee | Codepostal | Superficie (km2) | Population (dernière pop. légale) | Densité (hab./km2) |
| ------------------------ | ---------- | ---------- | ---------------- | --------------------------------- | ------------------ |
| Argentat (chef-lieu)     | 19010      | 19400      | 22,41            | 3 005 (2012)                      | 134                |
| Albussac                 | 19004      | 19380      | 36,26            | 691 (2012)                        | 19                 |
| Forgès                   | 19084      | 19380      | 10,43            | 317 (2012)                        | 30                 |
| Ménoire                  | 19132      | 19190      | 6,43             | 97 (2012)                         | 15                 |
| Monceaux-sur-Dordogne    | 19140      | 19400      | 36,93            | 655 (2012)                        | 18                 |
| Neuville                 | 19149      | 19380      | 14,29            | 207 (2012)                        | 14                 |
| Saint-Bonnet-Elvert      | 19186      | 19380      | 18,37            | 206 (2012)                        | 11                 |
| Saint-Chamant            | 19192      | 19380      | 14,05            | 491 (2012)                        | 35                 |
| Saint-Hilaire-Taurieux   | 19212      | 19400      | 8,61             | 92 (2012)                         | 11                 |
| Saint-Martial-Entraygues | 19221      | 19400      | 7,39             | 74 (2012)                         | 10                 |
| Saint-Sylvain            | 19245      | 19380      | 7,49             | 142 (2012)                        | 19                 |

### Composition à partir de 2015
Le nouveau canton d'Argentat comprenait trente communes entières à sa création.
À la suite de la création de la commune nouvelle Argentat-sur-Dordogne et au décret du 5 mars 2020, celle-ci est entièrement rattachée au canton d'Argentat-sur-Dordogne.
| Nom                                           | Code Insee | Intercommunalité         | Superficie (km2) | Population (dernière pop. légale) | Densité (hab./km2) | Modifier                                    |
| --------------------------------------------- | ---------- | ------------------------ | ---------------- | --------------------------------- | ------------------ | ------------------------------------------- |
| Argentat-sur-Dordogne (bureau centralisateur) | 19010      | CC Xaintrie Val'Dordogne | 29,57            | 2 857 (2022)                      | 97                 | modifier les données · modifier les données |
| Albussac                                      | 19004      | CC Xaintrie Val'Dordogne | 36,26            | 730 (2022)                        | 20                 | modifier les données · modifier les données |
| Altillac                                      | 19007      | CC Midi Corrézien        | 25,23            | 827 (2022)                        | 33                 | modifier les données · modifier les données |
| Auriac                                        | 19014      | CC Xaintrie Val'Dordogne | 34,89            | 219 (2022)                        | 6,3                | modifier les données · modifier les données |
| Bassignac-le-Bas                              | 19017      | CC Xaintrie Val'Dordogne | 12,29            | 82 (2022)                         | 6,7                | modifier les données · modifier les données |
| Bassignac-le-Haut                             | 19018      | CC Xaintrie Val'Dordogne | 18,37            | 152 (2022)                        | 8,3                | modifier les données · modifier les données |
| Camps-Saint-Mathurin-Léobazel                 | 19034      | CC Xaintrie Val'Dordogne | 34,08            | 208 (2022)                        | 6,1                | modifier les données · modifier les données |
| La Chapelle-Saint-Géraud                      | 19045      | CC Xaintrie Val'Dordogne | 17,59            | 196 (2022)                        | 11                 | modifier les données · modifier les données |
| Darazac                                       | 19069      | CC Xaintrie Val'Dordogne | 14,55            | 144 (2022)                        | 9,9                | modifier les données · modifier les données |
| Forgès                                        | 19084      | CC Xaintrie Val'Dordogne | 10,43            | 258 (2022)                        | 25                 | modifier les données · modifier les données |
| Goulles                                       | 19086      | CC Xaintrie Val'Dordogne | 33,40            | 327 (2022)                        | 9,8                | modifier les données · modifier les données |
| Hautefage                                     | 19091      | CC Xaintrie Val'Dordogne | 24,06            | 316 (2022)                        | 13                 | modifier les données · modifier les données |
| Mercœur                                       | 19133      | CC Xaintrie Val'Dordogne | 29,94            | 232 (2022)                        | 7,7                | modifier les données · modifier les données |
| Monceaux-sur-Dordogne                         | 19140      | CC Xaintrie Val'Dordogne | 36,93            | 630 (2022)                        | 17                 | modifier les données · modifier les données |
| Neuville                                      | 19149      | CC Xaintrie Val'Dordogne | 14,29            | 203 (2022)                        | 14                 | modifier les données · modifier les données |
| Reygade                                       | 19171      | CC Xaintrie Val'Dordogne | 13,94            | 181 (2022)                        | 13                 | modifier les données · modifier les données |
| Rilhac-Xaintrie                               | 19173      | CC Xaintrie Val'Dordogne | 25,31            | 306 (2022)                        | 12                 | modifier les données · modifier les données |
| Saint-Bonnet-Elvert                           | 19186      | CC Xaintrie Val'Dordogne | 18,37            | 226 (2022)                        | 12                 | modifier les données · modifier les données |
| Saint-Bonnet-les-Tours-de-Merle               | 19189      | CC Xaintrie Val'Dordogne | 5,94             | 40 (2022)                         | 6,7                | modifier les données · modifier les données |
| Saint-Chamant                                 | 19192      | CC Xaintrie Val'Dordogne | 14,05            | 480 (2022)                        | 34                 | modifier les données · modifier les données |
| Saint-Cirgues-la-Loutre                       | 19193      | CC Xaintrie Val'Dordogne | 18,41            | 179 (2022)                        | 9,7                | modifier les données · modifier les données |
| Saint-Geniez-ô-Merle                          | 19205      | CC Xaintrie Val'Dordogne | 15,83            | 91 (2022)                         | 5,7                | modifier les données · modifier les données |
| Saint-Hilaire-Taurieux                        | 19212      | CC Xaintrie Val'Dordogne | 8,61             | 95 (2022)                         | 11                 | modifier les données · modifier les données |
| Saint-Julien-aux-Bois                         | 19214      | CC Xaintrie Val'Dordogne | 44,09            | 435 (2022)                        | 9,9                | modifier les données · modifier les données |
| Saint-Julien-le-Pèlerin                       | 19215      | CC Xaintrie Val'Dordogne | 15,40            | 116 (2022)                        | 7,5                | modifier les données · modifier les données |
| Saint-Martial-Entraygues                      | 19221      | CC Xaintrie Val'Dordogne | 7,39             | 105 (2022)                        | 14                 | modifier les données · modifier les données |
| Saint-Privat                                  | 19237      | CC Xaintrie Val'Dordogne | 32,85            | 1 038 (2022)                      | 32                 | modifier les données · modifier les données |
| Saint-Sylvain                                 | 19245      | CC Xaintrie Val'Dordogne | 7,49             | 132 (2022)                        | 18                 | modifier les données · modifier les données |
| Servières-le-Château                          | 19258      | CC Xaintrie Val'Dordogne | 24,24            | 568 (2022)                        | 23                 | modifier les données · modifier les données |
| Sexcles                                       | 19259      | CC Xaintrie Val'Dordogne | 25,91            | 229 (2022)                        | 8,8                | modifier les données · modifier les données |
| Canton d'Argentat-sur-Dordogne                | 1902       |                          | 649,71           | 11 602 (2022)                     | 18                 | modifier les données                        |

## Démographie

### Démographie avant 2015
| 1962  | 1968  | 1975  | 1982  | 1990  | 1999  | 2006  | 2011  | 2012  |
| ----- | ----- | ----- | ----- | ----- | ----- | ----- | ----- | ----- |
| 7 803 | 7 376 | 6 927 | 6 498 | 6 317 | 6 026 | 6 101 | 6 003 | 5 977 |

### Démographie depuis 2015
En 2022, le canton comptait 11 602 habitants, en évolution de −3,43 % par rapport à 2016 (Corrèze : −0,59 %, France hors Mayotte : +2,11 %).
| 2013   | 2018   | 2022   |
| ------ | ------ | ------ |
| 12 190 | 11 769 | 11 602 |

## Historique des élections

### Élection de 2004
- René Teulade (PS), maire d'Argentat 63,90 %
- Jean-Claude Senaud (UMP) - 29,97 %
- Jean Godeneche (FN) - 6,12 %

René Teulade a été réélu dès le premier tour avec 63,90 % des voix.

### Élection de 2015
| Candidats              | Partis      | Partis      | Premier tour | Premier tour |  |
| Candidats              | Partis      | Partis      | Voix         | %            |  |
| ---------------------- | ----------- | ----------- | ------------ | ------------ |  |
| Laurence Dumas         |             | DVD         | 3 176        | 54,84        |  |
| Jean-Claude Leygnac    |             | UMP         | 3 176        | 54,84        |  |
| Annie Reynier          |             | PS          | 1 855        | 32,03        |  |
| Jean-Basile Sallard    |             | PS          | 1 855        | 32,03        |  |
| Annette Fournier-Tinel |             | SE          | 760          | 13,12        |  |
| Jean-Pierre Lechat     |             | PCF         | 760          | 13,12        |  |
|                        |             |             |              |              |  |
| Inscrits               | Inscrits    | Inscrits    | 10 072       | 100,00       |  |
| Abstentions            | Abstentions | Abstentions | 3 650        | 36,24        |  |
| Votants                | Votants     | Votants     | 6 422        | 63,76        |  |
| Blancs                 | Blancs      | Blancs      | 393          | 6,12         |  |
| Nuls                   | Nuls        | Nuls        | 238          | 3,71         |  |
| Exprimés               | Exprimés    | Exprimés    | 5 791        | 90,17        |  |

### Élection de 2021
| Candidats                | Partis                   | Partis                   | Premier tour | Premier tour | Second tour | Second tour |
| Candidats                | Partis                   | Partis                   | Voix         | %            | Voix        | %           |
| ------------------------ | ------------------------ | ------------------------ | ------------ | ------------ | ----------- | ----------- |
| Sébastien Duchamp        |                          | PS                       | 1 448        | 32,37        | 2 342       | 50,34       |
| Sonia Troya              |                          | PS                       | 1 448        | 32,37        | 2 342       | 50,34       |
| Laurence Dumas           |                          | UDI                      | 1 615        | 36,11        | 2 310       | 49,66       |
| Jean-Claude Leygnac      |                          | MR                       | 1 615        | 36,11        | 2 310       | 49,66       |
| William Armenaud         |                          | DVD                      | 629          | 14,06        |             |             |
| Fanny Brajou             |                          | DVD                      | 629          | 14,06        |             |             |
| Martine Calmels          |                          | RN                       | 396          | 8,85         |             |             |
| Jérôme Chassaing         |                          | RN                       | 396          | 8,85         |             |             |
| Christian Bordes         |                          | EÉLV                     | 385          | 8,61         |             |             |
| Florence Clement         |                          | EÉLV                     | 385          | 8,61         |             |             |
|                          |                          |                          |              |              |             |             |
| Suffrages exprimés       | Suffrages exprimés       | Suffrages exprimés       | 4 473        | 93,77        | 4 652       | 91,72       |
| Votes blancs             | Votes blancs             | Votes blancs             | 161          | 3,38         | 195         | 3,84        |
| Votes nuls               | Votes nuls               | Votes nuls               | 136          | 2,85         | 225         | 4,44        |
| Total                    | Total                    | Total                    | 4 770        | 100          | 5 072       | 100         |
| Abstention               | Abstention               | Abstention               | 4 986        | 51,11        | 4 686       | 48,02       |
| Inscrits / participation | Inscrits / participation | Inscrits / participation | 9 756        | 48,89        | 9 758       | 51,98       |